# Liga dos Campeões da FIBA de 2024-25

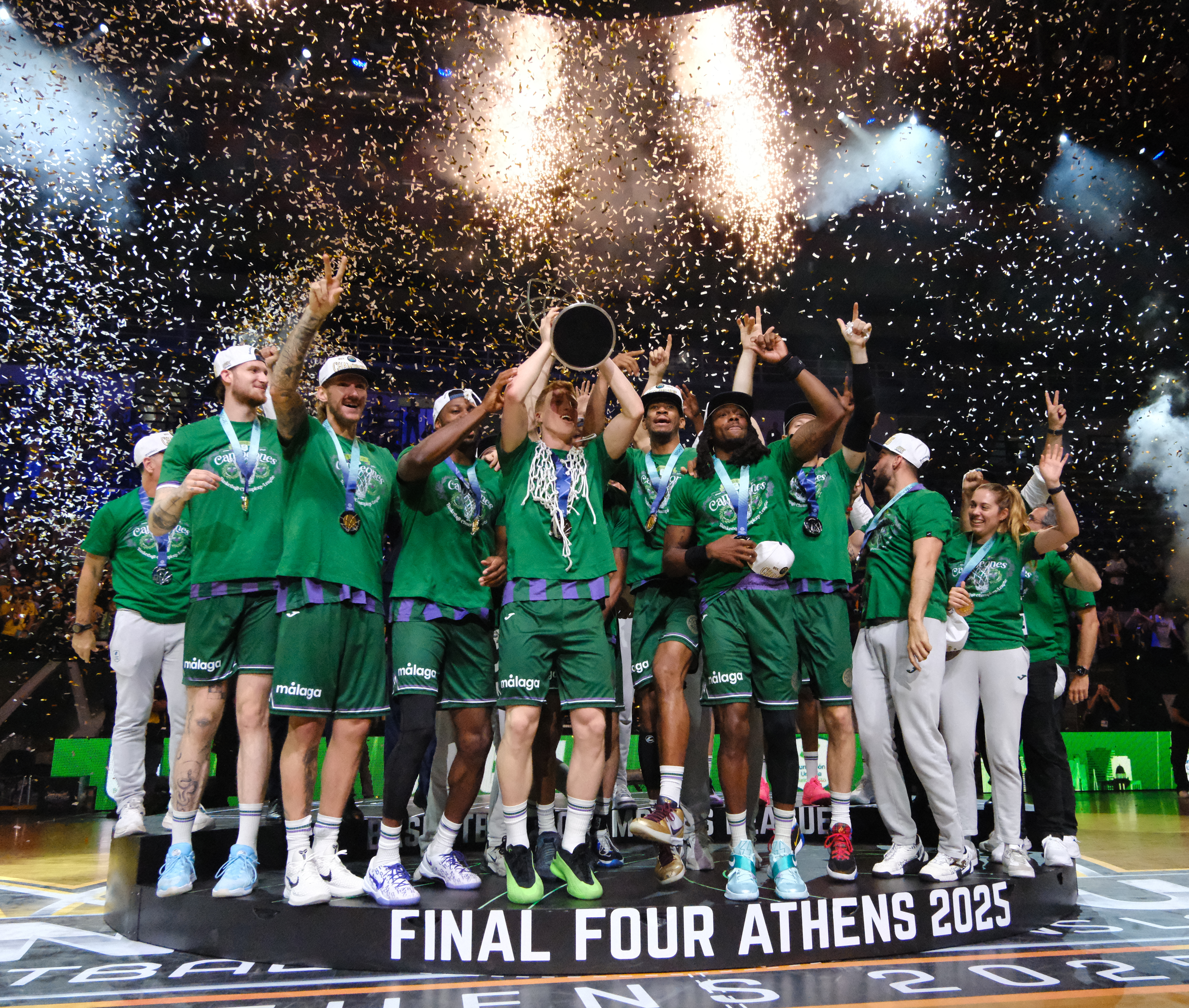

A Temporada 2024-25 da Liga dos Campeões da FIBA (em inglês:  2024-25 Basketball Champions League (BCL)) foi a 9ª edição da competição continental masculina organizada pela FIBA Europa, sucursal da Federação Internacional de Basquetebol. A competição hoje figura como a terceira competição continental mais importante do basquetebol europeu.
O atual campeão, o Unicaja Málaga, tornou a vencer o Final Four desta vez contra o Galatasaray, da mesma forma que venceu anteriormente seus compatriotas bicampeões do Lenovo Tenerife por 80-75, sagrando-se bicampeão da BCL. Outra equipe espanhola que auxilia na construção da hegemonia ibérica é o San Pablo Burgos também com dois títulos, sendo que na segunda conquista o MVP das finais foi o brasileiro Vítor Benite. Os gregos do AEK Atenas (2017-18), italianos do Virtus Bologna (2018-19) e os alemães do Telekom Baskets Bonn (2023-24) foram os outros campeões anteriores. 

## Fase classificatória
| Aliaga Petkimsport (TR) | Banco di Sardegna Sassari (CEF) | BC Kalev/Cramo (CEF)      | MoraBanc Andorra              |
| BC Nokia                | Sabah BC (CEF)                  | KB Trebça (CEF)           | Caledonia Gladiators (CEF)    |
| Cholet Basket (CEF)     | CSM CSU Oradea (CEF)            | ERA Nymburk (TR)          | Fribourg Olympic (CEF)        |
| Heroes Den Bosch        | Keravnos BC (CEF)               | Kutaisi 2010 (CEF)        | Norrköping Dolphins (CEF)     |
| PAOK mateco (CEF)       | Patrioti Levice (CEF)           | Rilski Sportist (CEF)     | SL Benfica (TR)               |
| Spartak Office Shoes    | Telekom Baskets Bonn (TR)       | Uniclub Casino - Juventus | Windrose Giants Antwerp (CEF) |

(TR): Classificado à temporada regular após vencer os torneios classificatórios.
(CEF): Classificado a disputar a Copa Europeia da FIBA de 2024-25
fonte:championsleague.basketball/qualifiers

### Torneio 1
|  | Quartas-de-final | Quartas-de-final    | Quartas-de-final    |                  |                  | Semifinais | Semifinais | Semifinais |  |  | Final    | Final      | Final |
|  |                  |                     |                     |                  |                  |            |            |            |  |  |          |            |       |
|  |                  |                     |                     |                  |                  |            |            |            |  |  |          |            |       |
|  |                  |                     |                     |                  |                  |            |            |            |  |  |          |            |       |
|  |                  | Portugal            | SL Benfica          | 89               |                  |            |            |            |  |  |          |            |       |
|  |                  |                     |                     | 89               |                  |            |            |            |  |  |          |            |       |
|  |                  | Bulgária            | Rilski Sportisti    | 88               |                  |            |            |            |  |  |          |            |       |
|  | Bulgária         | Bulgária            | Rilski Sportisti    | 88               | Rilski Sportisti | 71         |            |            |  |  |          |            |       |
|  | Bulgária         |                     |                     |                  | Rilski Sportisti | 71         |            |            |  |  |          |            |       |
|  | Finlândia        | BC Nokia            | 64                  |                  |                  |            |            |            |  |  |          |            |       |
|  |                  |                     |                     |                  |                  |            |            |            |  |  | Portugal | SL Benfica | 91    |
|  |                  |                     | Suíça               | Fribourg Olympic | 85               |            |            |            |  |  |          |            |       |
|  |                  |                     |                     |                  |                  |            |            |            |  |  |          |            |       |
|  |                  |                     |                     |                  |                  |            |            |            |  |  |          |            |       |
|  |                  | Suíça               | Fribourg Olympic    | 80               |                  |            |            |            |  |  |          |            |       |
|  |                  |                     |                     | 80               |                  |            |            |            |  |  |          |            |       |
|  |                  | Suécia              | Norrköping Dolphins | 79               |                  |            |            |            |  |  |          |            |       |
|  | Azerbaijão       | Suécia              | Norrköping Dolphins | 79               | BC Sabah         | 71         |            |            |  |  |          |            |       |
|  | Azerbaijão       |                     |                     |                  | BC Sabah         | 71         |            |            |  |  |          |            |       |
|  | Suécia           | Norrköping Dolphins | 75                  |                  |                  |            |            |            |  |  |          |            |       |

### Torneio 2
|  | Quartas-de-final | Quartas-de-final | Quartas-de-final |                |         | Semifinais | Semifinais | Semifinais |  |  | Final           | Final       | Final |
|  |                  |                  |                  |                |         |            |            |            |  |  |                 |             |       |
|  |                  |                  |                  |                |         |            |            |            |  |  |                 |             |       |
|  |                  |                  |                  |                |         |            |            |            |  |  |                 |             |       |
|  |                  | República Checa  | ERA Nymburk      | 84             |         |            |            |            |  |  |                 |             |       |
|  |                  |                  |                  | 84             |         |            |            |            |  |  |                 |             |       |
|  |                  | Kosovo           | Trepça           | 78             |         |            |            |            |  |  |                 |             |       |
|  | Kosovo           | Kosovo           | Trepça           | 78             | Trepça  | 82         |            |            |  |  |                 |             |       |
|  | Kosovo           |                  |                  |                | Trepça  | 82         |            |            |  |  |                 |             |       |
|  | Chipre           | Keravnos         | 79               |                |         |            |            |            |  |  |                 |             |       |
|  |                  |                  |                  |                |         |            |            |            |  |  | República Checa | ERA Nymburk | 80    |
|  |                  |                  | Estónia          | BC Kalev/Cramo | 66      |            |            |            |  |  |                 |             |       |
|  |                  |                  |                  |                |         |            |            |            |  |  |                 |             |       |
|  |                  |                  |                  |                |         |            |            |            |  |  |                 |             |       |
|  |                  | Estónia          | BC Kalev/Cramo   | 84             |         |            |            |            |  |  |                 |             |       |
|  |                  |                  |                  | 84             |         |            |            |            |  |  |                 |             |       |
|  |                  | Eslováquia       | Levice Patrioti  | 76             |         |            |            |            |  |  |                 |             |       |
|  | Geórgia          | Eslováquia       | Levice Patrioti  | 76             | Kutaisi | 87         |            |            |  |  |                 |             |       |
|  | Geórgia          |                  |                  |                | Kutaisi | 87         |            |            |  |  |                 |             |       |
|  | Eslováquia       | Levice Patrioti  | 111              |                |         |            |            |            |  |  |                 |             |       |

### Torneio 3
|  | Quartas-de-final | Quartas-de-final | Quartas-de-final |        |                      | Semifinais | Semifinais | Semifinais |  |  | Final  | Final | Final |
|  |                  |                  |                  |        |                      |            |            |            |  |  |        |       |       |
|  |                  |                  |                  |        |                      |            |            |            |  |  |        |       |       |
|  |                  |                  |                  |        |                      |            |            |            |  |  |        |       |       |
|  |                  | Grécia           | PAOK             | 81     |                      |            |            |            |  |  |        |       |       |
|  |                  |                  |                  | 81     |                      |            |            |            |  |  |        |       |       |
|  |                  | Romênia          | Oradea           | 80     |                      |            |            |            |  |  |        |       |       |
|  | Reino Unido      | Romênia          | Oradea           | 80     | Caledonia Gladiators | 59         |            |            |  |  |        |       |       |
|  | Reino Unido      |                  |                  |        | Caledonia Gladiators | 59         |            |            |  |  |        |       |       |
|  | Romênia          | Oradea           | 90               |        |                      |            |            |            |  |  |        |       |       |
|  |                  |                  |                  |        |                      |            |            |            |  |  | Grécia | PAOK  | 69    |
|  |                  |                  | Turquia          | Petkim | 79                   |            |            |            |  |  |        |       |       |
|  |                  |                  |                  |        |                      |            |            |            |  |  |        |       |       |
|  |                  |                  |                  |        |                      |            |            |            |  |  |        |       |       |
|  |                  | França           | Cholet Basket    | 70     |                      |            |            |            |  |  |        |       |       |
|  |                  |                  |                  | 70     |                      |            |            |            |  |  |        |       |       |
|  |                  | Turquia          | Petkim           | 76     |                      |            |            |            |  |  |        |       |       |
|  | Turquia          | Turquia          | Petkim           | 76     | Petkim               | 92         |            |            |  |  |        |       |       |
|  | Turquia          |                  |                  |        | Petkim               | 92         |            |            |  |  |        |       |       |
|  | Países Baixos    | Den Bosch        | 72               |        |                      |            |            |            |  |  |        |       |       |

### Torneio 4
|  | Quartas-de-final | Quartas-de-final | Quartas-de-final     |                |                  | Semifinais | Semifinais | Semifinais |  |  | Final    | Final                | Final |
|  |                  |                  |                      |                |                  |            |            |            |  |  |          |                      |       |
|  |                  |                  |                      |                |                  |            |            |            |  |  |          |                      |       |
|  |                  |                  |                      |                |                  |            |            |            |  |  |          |                      |       |
|  |                  | Alemanha         | Telekom Baskets Bonn | 99             |                  |            |            |            |  |  |          |                      |       |
|  |                  |                  |                      | 99             |                  |            |            |            |  |  |          |                      |       |
|  |                  | Andorra          | MoraBanc Andorra     | 91             |                  |            |            |            |  |  |          |                      |       |
|  | Andorra          | Andorra          | MoraBanc Andorra     | 91             | MoraBanc Andorra | 91         |            |            |  |  |          |                      |       |
|  | Andorra          |                  |                      |                | MoraBanc Andorra | 91         |            |            |  |  |          |                      |       |
|  | Bélgica          | Antwerp Giants   | 73                   |                |                  |            |            |            |  |  |          |                      |       |
|  |                  |                  |                      |                |                  |            |            |            |  |  | Alemanha | Telekom Baskets Bonn | 78    |
|  |                  |                  | Itália               | Dinamo Sassari | 71               |            |            |            |  |  |          |                      |       |
|  |                  |                  |                      |                |                  |            |            |            |  |  |          |                      |       |
|  |                  |                  |                      |                |                  |            |            |            |  |  |          |                      |       |
|  |                  | Itália           | Dinamo Sassari       | 77             |                  |            |            |            |  |  |          |                      |       |
|  |                  |                  |                      | 77             |                  |            |            |            |  |  |          |                      |       |
|  |                  | Lituânia         | Juventus             | 73             |                  |            |            |            |  |  |          |                      |       |
|  | Sérvia           | Lituânia         | Juventus             | 73             | Spartak          | 84         |            |            |  |  |          |                      |       |
|  | Sérvia           |                  |                      |                | Spartak          | 84         |            |            |  |  |          |                      |       |
|  | Lituânia         | BC Juventus      | 87                   |                |                  |            |            |            |  |  |          |                      |       |

## Temporada Regular

### Clubes Participantes
| Time                      | Cidade natal           | Arena                                       | Capacidade | Treinador             |
| ------------------------- | ---------------------- | ------------------------------------------- | ---------- | --------------------- |
| AEK Betsson BC            | Atenas                 | SUNEL Arena                                 | 8 327      | Dragan Šakota         |
| Aliağa Petkim             | Esmirna                | Enka Sport Hall                             | 2 500      | Burak Gören           |
| BAXI Manresa              | Manresa                | Pavelló Nou Congost                         | 5 000      | Diego Ocampo          |
| Bertram Derthona Basket   | Tortona                | PalaEnergica Paolo Ferraris                 | 3 510      | Walter de Raffaele    |
| ERA Nymburk               | Nymburk                | Královka Arena                              | 2500       | Francesco Tabellini   |
| Falco-Vulcano Szombathely | Szombathely            | Arena Savaria                               | 4 100      | Milos Konakov         |
| Filou Oostende            | Oostende               | COREtec Dôme                                | 5 000      | / Dario Gjergjav      |
| FIT/ONE Würzburg Baskets  | Wurtzburgo             | Tectake Arena                               | 3 140      | Sašo Filipovski       |
| FMP SoccerBet             | Belgrado               | Železnik Hall                               | 1 700      | Saša Nikitović        |
| Galatasaray               | Istambul               | Basketbol Gelişim Merkezi                   | 10 000     | Yakup Sekizkök        |
| Hapoel Netanel Holon      | Holon                  | Holon Toto Hall                             | 5 500      | Guy Goodes            |
| Igokea m:tel              | Laktaši                | Laktaši Sports Hall                         | 3 050      | Nenad Stefanović      |
| Karşıyaka                 | Esmirna                | Mustafa Kemal Atatürk Karşıyaka Spor Salonu | 6 500      | Ufuk Sarica           |
| King Szczecin             | Estetino               | Arena Netto                                 | 5 055      | Arkadiusz Miłoszewski |
| Kolossos H Hotels         | Rodes                  | Kallithea Palais des Sports                 | 3 400      | Giorgios Sigalas      |
| La Laguna Tenerife        | Santa Cruz de Tenerife | Pavilhão Santiago Martin                    | 5 100      | Txus Vidorreta        |
| Maccabi Ramat-Gan         | Ramat Gan              | Zisman Arena                                | 1 400      | Shmuel Brenner        |
| Manisa Basket             | Manisa                 | Muradiye Spor Salonu                        | 3 500      | Ertug Tuzcukaya       |
| Nanterre 92               | Nanterre               | Palais des Sports Maurice Thorez            | 3 000      | Pascal Donnadieu      |
| NINERS Chemnitz           | Chemnitz               | Messe Chemnitz                              | 5 000      | Rodrigo Pastore       |
| Pallacanestro Reggiana    | Régio da Emília        | PalaBigi                                    | 4 530      | Dimitrios Priftis     |
| Peristeri Domino's        | Peristeri              | Arena Peristeri Andreas Papandreou          | 4 000      | Georgios Limniatis    |
| Promitheas Patras         | Patras                 | Dimitris Tofalos Arena                      | 5 000      | Illias Papatheodorou  |
| RASTA Vechta              | Vechta                 | Rasta Dome                                  | 3 140      | Martin Schiller       |
| rytas Vilnius             | Vilnius                | Twinsbet Arena                              | 10 000     | Giedrius Zibenas      |
| Saint-Quentin Basket-Ball | Saint-Quentin          | Palais des Sports Pierre Ratte              | 3 800      | Julien Mahé           |
| SL Benfica                | Lisboa                 | Pavilhão Fidelidade                         | 2 400      | Norberto Alves        |
| Telekom Baskets Bonn      | Bona                   | Telekom Dome                                | 6 000      | Roel Moors            |
| UCAM Murcia               | Múrcia                 | Palacio de Deportes de Murcia               | 7 454      | Sito Alonso           |
| Unicaja Malaga            | Málaga                 | Palacio de Deportes Martín Carpena          | 10 699     | Ibon Navarro          |
| VEF Riga                  | Riga                   | Arena Riga                                  | 11 200     | Mārtiņš Gulbis        |
| WKS Ślask Wrocław         | Breslávia              | Hala Stulecia                               | 10 000     | Miodrag Rajković      |

fonte:championsleague.basketball/teams

### Classificação e confrontos

#### Grupo A
| Pos | Clube                    | J | V | D | P+  | P-  | SP  | Pts | Classificação          |      | C/V   | HOLO  | IGO   | NANT  | WUE |
| --- | ------------------------ | - | - | - | --- | --- | --- | --- | ---------------------- | ---- | ----- | ----- | ----- | ----- | --- |
| 1   | FIT/ONE Würzburg Baskets | 6 | 4 | 2 | 513 | 489 | 24  | 10  | Avançam para o Top16   | HOLO |       | 92-82 | 70-76 | 71-69 |     |
| 2   | Nanterre 92              | 6 | 3 | 3 | 500 | 492 | 8   | 9   | Avançam para o Play-in | IGO  | 79-86 |       | 86-80 | 83-85 |     |
| 3   | Hapoel Netanel Holon     |   | 6 | 3 | 3   | 472 | 478 | -6  | Avançam para o Play-in | NANT | 87-77 | 78-83 |       | 83-88 |     |
| 4   | Igokea m:tel             | 6 | 2 | 4 | 493 | 519 | -26 | 8   |                        | WUE  | 85-76 | 98-80 | 88-96 |       |     |

#### Grupo B
| Pos | Clube          | J | V | D | P+  | P-  | SP   | Pts | Classificação          |      | C/V   | KING   | UNI   | OOST   | PTKM |
| --- | -------------- | - | - | - | --- | --- | ---- | --- | ---------------------- | ---- | ----- | ------ | ----- | ------ | ---- |
| 1   | Unicaja Malaga | 6 | 6 | 0 | 584 | 432 | 152  | 12  | Avançam para o Top16   | KING |       | 67-91  | 73-84 | 70-85  |      |
| 2   | Aliağa Petkim  | 6 | 4 | 2 | 475 | 503 | -28  | 10  | Avançam para o Play-in | UNI  | 83-60 |        | 98-82 | 112-82 |      |
| 3   | Filou Oostende | 6 | 2 | 4 | 468 | 480 | -12  | 8   | Avançam para o Play-in | OOST | 67-55 | 85-92  |       | 76-85  |      |
| 4   | King Szczecin  | 6 | 0 | 6 | 388 | 500 | -112 | 6   |                        | PTKM | 90-63 | 56-108 | 77-74 |        |      |

#### Grupo C
| Pos | Clube              | J | V | D | P+  | P-  | SP   | Pts | Classificação          |      | C/V   | KOL   | KSK   | LLTF  | SQBB |
| --- | ------------------ | - | - | - | --- | --- | ---- | --- | ---------------------- | ---- | ----- | ----- | ----- | ----- | ---- |
| 1   | La Laguna Tenerife | 6 | 6 | 0 | 502 | 396 | 106  | 12  | Avançam para o Top16   | KOL  |       | 59-71 | 47-71 | 75-86 |      |
| 2   | Karşıyaka          | 6 | 4 | 2 | 501 | 451 | 50   | 10  | Avançam para o Play-in | KSK  | 95-79 |       | 76-87 | 84-74 |      |
| 3   | Saint-Quentin      | 6 | 2 | 4 | 429 | 473 | -44  | 8   | Avançam para o Play-in | LLTF | 92-73 | 85-82 |       | 96-57 |      |
| 4   | Kolossos H Hotels  | 6 | 0 | 6 | 387 | 499 | -112 | 6   |                        | SQBB | 84-54 | 67-93 | 61-71 |       |      |

#### Grupo D
| Pos | Clube             | J | V | D | P+  | P-  | SP  | Pts | Classificação          |      | C/V   | GALA  | NYMB  | PROM   | VECH |
| --- | ----------------- | - | - | - | --- | --- | --- | --- | ---------------------- | ---- | ----- | ----- | ----- | ------ | ---- |
| 1   | ERA Nymburk       | 6 | 5 | 1 | 516 | 452 | 64  | 11  | Avançam para o Top16   | GALA |       | 75-87 | 91-74 | 103-91 |      |
| 2   | Galatasaray       | 6 | 4 | 2 | 492 | 471 | 21  | 10  | Avançam para o Play-in | NYMB | 80-70 |       | 75-85 | 93-74  |      |
| 3   | Promitheas Patras | 6 | 2 | 4 | 478 | 503 | -25 | 8   | Avançam para o Play-in | PROM | 75-79 | 78-86 |       | 78-86  |      |
| 4   | RASTA Vechta      | 6 | 1 | 5 | 471 | 531 | -60 | 7   |                        | VECH | 64-74 | 70-95 | 86-88 |        |      |

#### Grupo E
| Pos | Clube                | J | V | D | P+  | P-  | SP  | Pts | Classificação          |      | C/V   | AEK   | BONN  | MRG   | VEF |
| --- | -------------------- | - | - | - | --- | --- | --- | --- | ---------------------- | ---- | ----- | ----- | ----- | ----- | --- |
| 1   | AEK Betsson BC       | 6 | 4 | 2 | 494 | 463 | 31  | 10  | Avançam para o Top16   | AEK  |       | 96-65 | 80-71 | 80-70 |     |
| 2   | Telekom Baskets Bonn | 6 | 4 | 2 | 474 | 485 | -11 | 10  | Avançam para o Play-in | BONN | 93-74 |       | 80-76 | 78-75 |     |
| 3   | Maccabi Ramat-Gan    | 6 | 3 | 3 | 492 | 494 | -2  | 9   | Avançam para o Play-in | MRG  | 95-84 | 78-86 |       | 78-71 |     |
| 4   | VEF Riga             | 6 | 1 | 5 | 464 | 482 | -18 | 7   |                        | VEF  | 69-80 | 86-72 | 93-94 |       |     |

#### Grupo F
| Pos | Clube                     | J | V | D | P+  | P-  | SP  | Pts | Classificação          |      | C/V    | FAL   | REG   | VILN  | WKS |
| --- | ------------------------- | - | - | - | --- | --- | --- | --- | ---------------------- | ---- | ------ | ----- | ----- | ----- | --- |
| 1   | rytas Vilnius             | 6 | 5 | 1 | 542 | 479 | 63  | 11  | Avançam para o Top16   | FAL  |        | 78-71 | 72-82 | 67-74 |     |
| 2   | Falco-Vulcano Szombathely | 6 | 3 | 3 | 472 | 484 | -12 | 9   | Avançam para o Play-in | REG  | 79-88  |       | 77-67 | 74-70 |     |
| 3   | Pallacanestro Reggiana    | 6 | 3 | 3 | 458 | 462 | -4  | 9   | Avançam para o Play-in | VILN | 103-83 | 94-84 |       | 98-75 |     |
| 4   | WKS Ślask Wrocław         | 6 | 1 | 5 | 447 | 494 | -47 | 7   |                        | WKS  | 75-84  | 65-73 | 88-98 |       |     |

#### Grupo G
| Pos | Clube                   | J | V | D | P+  | P-  | SP  | Pts | Classificação          |       | C/V    | BAXI   | BDT    | CHEMN  | SLB |
| --- | ----------------------- | - | - | - | --- | --- | --- | --- | ---------------------- | ----- | ------ | ------ | ------ | ------ | --- |
| 1   | BAXI Manresa            | 6 | 5 | 1 | 562 | 465 | 97  | 11  | Avançam para o Top16   | BAXI  |        | 100-82 | 105-59 | 92-64  |     |
| 2   | Bertram Derthona Basket | 6 | 5 | 1 | 497 | 456 | 41  | 11  | Avançam para o Play-in | BDT   | 102-85 |        | 87-81  | 77-71  |     |
| 3   | NINERS Chemnitz         | 6 | 1 | 5 | 450 | 512 | -62 | 7   | Avançam para o Play-in | CHEMN | 78-89  | 61-77  |        | 103-75 |     |
| 4   | SL Benfica              | 6 | 1 | 5 | 427 | 503 | -76 | 7   |                        | SLB   | 80-91  | 58-72  | 79-68  |        |     |

#### Grupo H
| Pos | Clube              | J | V | D | P+  | P-  | SP  | Pts | Classificação          |      | C/V    | FMP    | MNSB  | PER   | UCAM |
| --- | ------------------ | - | - | - | --- | --- | --- | --- | ---------------------- | ---- | ------ | ------ | ----- | ----- | ---- |
| 1   | UCAM Murcia        | 6 | 5 | 1 | 508 | 455 | 53  | 11  | Avançam para o Top16   | FMP  |        | 97-101 | 70-58 | 78-83 |      |
| 2   | Manisa Basket      | 6 | 4 | 2 | 536 | 523 | 13  | 10  | Avançam para o Play-in | MNSB | 103-84 |        | 79-77 | 72-78 |      |
| 3   | Peristeri Domino's | 6 | 2 | 4 | 449 | 457 | -8  | 8   | Avançam para o Play-in | PER  | 72-66  | 90-78  |       | 76-81 |      |
| 4   | FMP SoccerBet      | 6 | 1 | 5 | 445 | 503 | -58 | 7   |                        | UCAM | 86-50  | 97-103 | 83-76 |       |      |

## Segunda fase

### Play-ins
A fase eliminatório dos Play-ins é disputada em "melhor-de-três" onde o vencedor é quem somar duas vitórias primeiro. Jogos serão disputados entre os dias 7 de janeiro e 22 de janeiro se houver necessidade de um Jogo 3 e os vencedores dos confrontos juntar-se-ão aos Grupos I, J, K ou L.
| Time 1                    | Série | Time 2                 | 1º Jogo | 2º Jogo | 3º Jogo   |
| ------------------------- | ----- | ---------------------- | ------- | ------- | --------- |
| Nanterre 92               | 2 - 1 | Filou Oostende         | 78 - 88 | 76 - 67 | 76 - 71   |
| Aliağa Petkim             | 2 - 1 | Hapoel Netanel Holon   | 82 - 81 | 62 - 65 | 93 - 85   |
| Karşıyaka                 | 0 - 2 | Promitheas Patras      | 77 - 81 | 68 - 84 | -         |
| Galatasaray               | 2 - 1 | Saint-Quentin          | 84 - 63 | 79 - 90 | 75 - 73   |
| Telekom Baskets Bonn      | 0 - 2 | Pallacanestro Reggiana | 91 - 94 | 70 - 73 | -         |
| Falco-Vulcano Szombathely | 2 - 1 | Maccabi Ramat-Gan      | 88 - 81 | 69 - 76 | 106 - 100 |
| Bertram Derthona Basket   | 2 - 0 | Peristeri Domino's     | 69 - 59 | 73 - 65 | -         |
| Manisa Basket             | 2 - 0 | NINERS Chemnitz        | 87 - 86 | 87 - 84 | -         |

### Grupo I
| Pos | Clube                    | J | V | D | P+  | P-  | SP  | Pts | Classificação        |      | C/V   | AEK   | BDT     | PROM  | WUE |
| --- | ------------------------ | - | - | - | --- | --- | --- | --- | -------------------- | ---- | ----- | ----- | ------- | ----- | --- |
| 1   | AEK Betsson BC           | 6 | 5 | 1 | 493 | 449 | 44  | 11  | Avançam para o Top16 | AEK  |       | 93-86 | 97-76   | 84-77 |     |
| 2   | Bertram Derthona Basket  | 6 | 4 | 2 | 507 | 466 | 41  | 10  | Avançam para o Top16 | BDT  | 83-82 |       | 97-77   | 80-74 |     |
| 3   | FIT/ONE Würzburg Baskets | 6 | 2 | 4 | 496 | 516 | -20 | 8   |                      | PROM | 56-60 | 60-82 |         | 77-79 |     |
| 4   | Promitheas Patras        | 6 | 1 | 5 | 465 | 530 | -65 | 7   |                      | WUE  | 71-77 | 80-79 | 115-119 |       |     |

### Grupo J
| Pos | Clube          | J | V | D | P+  | P-  | SP  | Pts | Classificação        |      | C/V   | GALA   | MNSB   | UNI   | VILN |
| --- | -------------- | - | - | - | --- | --- | --- | --- | -------------------- | ---- | ----- | ------ | ------ | ----- | ---- |
| 1   | Unicaja Malaga | 6 | 5 | 1 | 550 | 503 | 47  | 11  | Avançam para o Top16 | GALA |       | 104-81 | 86-84  | 80-81 |      |
| 2   | Galatasaray    | 6 | 4 | 2 | 532 | 514 | 18  | 10  | Avançam para o Top16 | MNSB | 85-96 |        | 97-103 | 98-75 |      |
| 3   | rytas Vilnius  | 6 | 2 | 4 | 496 | 502 | -6  | 8   |                      | UNI  | 97-91 | 91-73  |        | 92-74 |      |
| 4   | Manisa Basket  | 6 | 1 | 5 | 508 | 567 | -59 | 7   |                      | VILN | 86-66 | 98-74  | 82-83  |       |      |

### Grupo K
| Pos | Clube                  | J | V | D | P+  | P-  | SP  | Pts | Classificação        |      | C/V   | BAXI  | LLTF  | PTKM  | REG |
| --- | ---------------------- | - | - | - | --- | --- | --- | --- | -------------------- | ---- | ----- | ----- | ----- | ----- | --- |
| 1   | La Laguna Tenerife     | 6 | 6 | 0 | 515 | 450 | 65  | 12  | Avançam para o Top16 | BAXI |       | 73-84 | 96-87 | 96-90 |     |
| 2   | Pallacanestro Reggiana | 6 | 3 | 3 | 486 | 498 | -12 | 9   | Avançam para o Top16 | LLTF | 81-71 |       | 90-83 | 91-69 |     |
| 3   | BAXI Manresa           | 6 | 2 | 4 | 492 | 516 | -24 | 8   |                      | PTKM | 89-86 | 80-85 |       | 87-91 |     |
| 4   | Aliağa Petkim          | 6 | 1 | 5 | 496 | 525 | -29 | 7   |                      | REG  | 85-70 | 74-84 | 77-70 |       |     |

### Grupo L
| Pos | Clube                     | J | V | D | P+  | P-  | SP   | Pts | Classificação        |      | C/V   | FAL   | NANT   | NYMB   | UCAM |
| --- | ------------------------- | - | - | - | --- | --- | ---- | --- | -------------------- | ---- | ----- | ----- | ------ | ------ | ---- |
| 1   | ERA Nymburk               | 6 | 5 | 1 | 549 | 451 | 98   | 11  | Avançam para o Top16 | FAL  |       | 89-95 | 86-106 | 90-104 |      |
| 2   | Nanterre 92               | 6 | 4 | 2 | 505 | 512 | -7   | 10  | Avançam para o Top16 | NANT | 83-71 |       | 77-100 | 76-71  |      |
| 3   | UCAM Murcia               | 6 | 3 | 3 | 485 | 474 | 11   | 9   |                      | NYMB | 96-68 | 86-90 |        | 85-70  |      |
| 4   | Falco-Vulcano Szombathely | 6 | 0 | 6 | 467 | 569 | -102 | 6   |                      | UCAM | 85-63 | 95-84 | 60-76  |        |      |

## Playoffs
As séries de Playoffs são previstas para revelar o vencedor em melhor de três partidas, sendo que a equipe que vencer o segundo jogo primeiro classifica-se para o Final Four 2025 em Atenas.  
| Time 1             | Série | Time 2                  | 1º Jogo  | 2º Jogo | 3º Jogo  |
| ------------------ | ----- | ----------------------- | -------- | ------- | -------- |
| ERA Nymburk        | 0 - 2 | Galatasaray             | 80 - 106 | 74 - 90 | -        |
| La Laguna Tenerife | 2 - 0 | Bertram Derthona Basket | 93 - 89  | 77 - 64 | -        |
| AEK Betsson BC     | 2 - 1 | Nanterre 92             | 76 - 69  | 70 - 82 | 104 - 69 |
| Unicaja Malaga     | 2 - 0 | Pallacanestro Reggiana  | 105 - 68 | 82 - 72 | -        |

## Final Four - Atenas 2025

### Semifinais
SUNEL Arena (Atenas), 08 de maio de 2025
| Time 1             | Placar  | Time 2         |
| ------------------ | ------- | -------------- |
| La Laguna Tenerife | 80 - 90 | Galatasaray    |
| AEK Betsson        | 65 - 71 | Unicaja Malaga |

### Decisão de terceiro colocado
SUNEL Arena (Atenas), 10 de maio de 2025
| Time 1      | Placar  | Time 2             |
| ----------- | ------- | ------------------ |
| AEK Betsson | 77 - 73 | La Laguna Tenerife |

### Grande Final
SUNEL Arena (Atenas), 10 de maio de 2025
| Time 1      | Placar  | Time 2         |
| ----------- | ------- | -------------- |
| Galatasaray | 67 - 83 | Unicaja Malaga |

### Premiação
| Basketball Champions League 2024-25 |
| Espanha                             |
| ----------------------------------- |
| Campeão Unicaja Malaga (2° título)  |